# Torrinch
Torrinch är en obebodd ö i Loch Lomond i West Dunbartonshire, Skottland. Ön är belägen 2 km från Ross Priory.